# Amatori Hockey Lodi 1970
Questa voce raccoglie le informazioni riguardanti l'Amatori Hockey Lodi nelle competizioni ufficiali della stagione 1970.

## Maglie e sponsor
| 1ª divisa |

## Risultati

### Serie A

#### Girone di andata
| Breganze 16 maggio 1970 1ª giornata | Laverda Breganze | 5 – 3 | Amatori Lodi | Centro giovanile Don Bosco |

| Lodi 23 maggio 1970 2ª giornata | Amatori Lodi | 5 – 3 | Pro Follonica | PalaRiboni |

| Bari 30 maggio 1970 3ª giornata | ENEL Bari | 6 – 8 | Amatori Lodi | Palamartino |

| Lodi 6 giugno 1970 4ª giornata | Amatori Lodi | 4 – 3 | SC Follonica | PalaRiboni |

| Novara 13 giugno 1970 5ª giornata | Novara | 13 – 3 | Amatori Lodi | Palazzetto dello sport |

| Monza 20 giugno 1970 6ª giornata | Monza | 12 – 2 | Amatori Lodi | Pista di via Boccaccio |

| Lodi 4 luglio 1970 7ª giornata | Amatori Lodi | 3 – 4 | Marzotto Valdagno | PalaRiboni |

| Lodi 11 luglio 1970 8ª giornata | Amatori Lodi | 3 – 5 | Amatori Modena | PalaRiboni |

| Trieste 18 luglio 1970 9ª giornata | Triestina | 5 – 5 | Amatori Lodi | PalaChiarbola |

#### Girone di ritorno
| Lodi 25 luglio 1970 10ª giornata | Amatori Lodi | 5 – 1 | Laverda Breganze | PalaRiboni |

| Follonica 1º agosto 1970 11ª giornata | Pro Follonica | 4 – 4 | Amatori Lodi | Pista Armeni |

| Lodi 8 agosto 1970 12ª giornata | Amatori Lodi | 8 – 3 | ENEL Bari | PalaRiboni |

| Follonica 22 agosto 1970 13ª giornata | SC Follonica | 4 – 3 | Amatori Lodi | Pista Armeni |

| Lodi 29 agosto 1970 14ª giornata | Amatori Lodi | 4 – 10 | Novara | PalaRiboni |

| Lodi 5 settembre 1970 15ª giornata | Amatori Lodi | 1 – 2 | Monza | PalaRiboni |

| Valdagno 12 settembre 1970 16ª giornata | Marzotto Valdagno | 9 – 5 | Amatori Lodi | PalaSoldà |

| Modena 19 settembre 1970 17ª giornata | Amatori Modena | 4 – 1 | Amatori Lodi | PalaMolza |

| Lodi 26 settembre 1970 18ª giornata | Amatori Lodi | 0 – 3 | Triestina | PalaRiboni |

## Statistiche

### Statistiche di squadra
| Competizione | Punti | In casa | In casa | In casa | In casa | In casa | In casa | In trasferta | In trasferta | In trasferta | In trasferta | In trasferta | In trasferta | Totale | Totale | Totale | Totale | Totale | Totale | D.R. |
| Competizione | Punti | G       | V       | N       | P       | Gf      | Gs      | G            | V            | N            | P            | Gf           | Gs           | G      | V      | N      | P      | Gf     | Gs     | D.R. |
| ------------ | ----- | ------- | ------- | ------- | ------- | ------- | ------- | ------------ | ------------ | ------------ | ------------ | ------------ | ------------ | ------ | ------ | ------ | ------ | ------ | ------ | ---- |
| Serie A      | 12    | 9       | 4       | 0       | 5       | 33      | 34      | 9            | 1            | 2            | 6            | 34           | 62           | 18     | 5      | 2      | 11     | 67     | 96     | -29  |
| Coppa Italia | -     | ?       | ?       | ?       | ?       | ?       | ?       | ?            | ?            | ?            | ?            | ?            | ?            | ?      | ?      | ?      | ?      | ?      | ?      | ?    |
| Totale       | -     |         |         |         |         |         |         |              |              |              |              |              |              |        |        |        |        |        |        |      |